# The Colour of Spring
The Colour of Spring är det tredje studioalbumet av den brittiska musikgruppen Talk Talk. Albumet lanserades på skivbolaget EMI 1986. På albumet rör sig gruppen bort från den synthpop som dominerat deras två tidigare album, istället rör sig musiken åt konstrockhållet. Låtarna är längre och har många sektioner med gitarr och piano. Albumet kan ses som en brygga till de efterkommande albumen Spirit of Eden och Laughing Stock där gruppens musik blir än mer komplex.
Med albumets tredje spår "Life's What You Make It" fick gruppen en av sina största hitsinglar. Även "Living in Another World", "Give It Up" och "I Don't Believe in You" släpptes som singlar.
Samtliga låtar på albumet skrevs av Mark Hollis och Tim Friese-Greene. 

## Låtlista
1. "Happiness Is Easy" - 6:30
2. "I Don't Believe in You" - 5:02
3. "Life's What You Make It" - 4:29
4. "April 5th" - 5:51
5. "Living in Another World" - 6:58
6. "Give It Up" - 5:17
7. "Chameleon Day" - 3:20
8. "Time It's Time" - 8:14

## Listplaceringar
- Billboard 200, USA: #58[1]
- UK Albums Chart, Storbritannien: #8[2]
- Tyskland: #11
- Nederländerna: #1[3]
- Österrike: #16[4]
- Schweiz: #3[5]
- VG-lista, Norge: #15[6]
- Sverigetopplistan, Sverige: #25[7]